# Oloplotosus mariae
Oloplotosus mariae es una especie de peces de la familia Plotosidae en el orden de los Siluriformes.

## Morfología
• Los machos pueden llegar alcanzar los 15 cm de longitud total.

## Hábitat
Es un pez de agua dulce y de clima tropical.

## Distribución geográfica
Se encuentra en Nueva Guinea.